# Інститут позаземної фізики Товариства Макса Планка
Інститут позаземної фізики імені Макса Планка (нім. Max-Planck-Institut für extraterrestrische Physik, MPE) — науково-дослідний інститут у місті Ґархінґ, Німеччина. Займається експериментальними та теоретичними дослідженнями простору поза Землею, а також астрофізичними явищами. Він є частиною товариства Макса Планка.

## Історія
Інститут був створений 23 жовтня 1961 року професором Реймаром Люстом як відділення Інституту астрофізики товариства Макса Планка в Мюнхені. У 1991 році він став самостійним. Інститут займається перш за все космічними астрономічними спостереженнями інфрачервоних, рентгенівських, субміліметрових та гамма-випромінювань, а також in situ виміром плазми у навколоземному просторі.
Восени 2000 року інститут переїхав у нову будівлю. Вперше за свою історію всі дослідницькі групи інституту знаходяться в одному приміщенні.
Керівники та сфери їх діяльності
- Ральф Бендер — позагалактична астрономія, оптична астрономія та інтерпретація явищ, фізика навколоземного простору;
- Райнхард Генцель — інфрачервона та субміліметрова астрономія;
- Грегор Морфілл — теорія та запилена плазма;
- Кірпал Нандра — рентгенівська та гамма-астрономія;
- Паола Каселі — астрохімія, молекулярна астрофізика та астробіологія.